# سمارين (غربي أردبيل)
سمارین (بالفارسية: ثمرین) هي منطقة سكنية تقع في إيران في قسم الغربي الريفي. يقدر عدد سكانها بـ 3,146 نسمة .